# 오네촌
오네촌(일본어: 大根村)은 일본 가나가와현 나카군에 있던 촌이다. 1955년 4월 15일 하다노시에 편입되었다.

## 역사
- 1889년 4월 1일 - 정촌제 시행에 의해 오스미군 오네촌이 성립하였다.
- 1896년 4월 1일 - 군 통합에 의해 나카군 관할이 되었다.
- 1955년 4월 15일 - 하다노시에 편입되었다.

## 교통

### 철도
- 오다큐 전철

## 참고 문헌
- 角川日本地名大辞典編纂委員会,『角川日本地名大辞典 神奈川県』1984, 角川書店